# 恒生银行（中国）

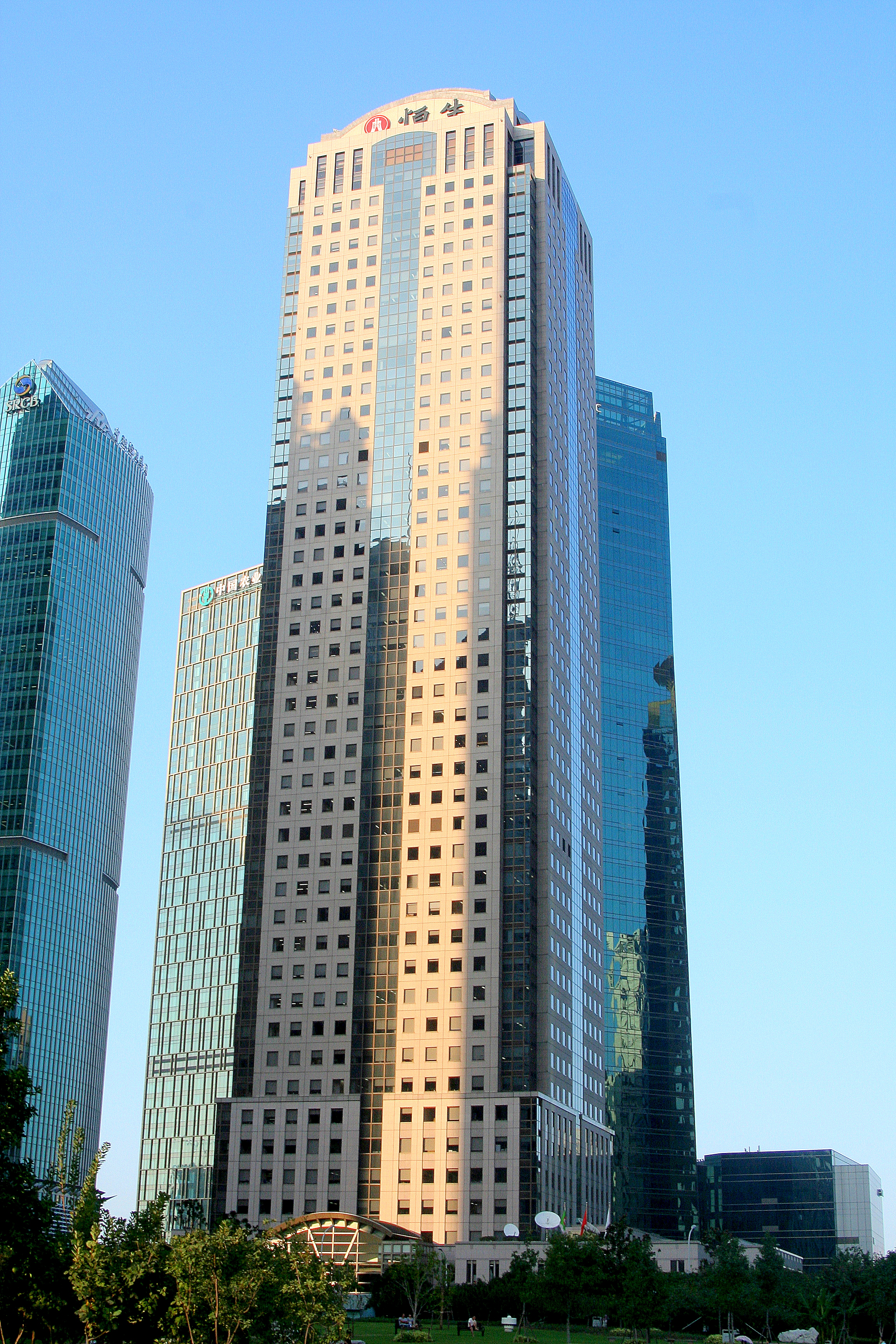
位於上海的恒生银行大厦

恆生銀行（中國）有限公司為恒生銀行全資子公司，总部设在中国上海，於2007年5月28日成立，在北京、天津、南京、上海、成都、濟南、惠州、杭州、寧波、福州、廣州、昆明、東莞及深圳共14間分行及35間支行，當中佛山和中山為異地支行，並於深圳設立保險及投資管理代表處，處理相關業務。
滙豐控股並不直接持有恒生中國任何股份，但於一般文件中，恒生中國仍會寫出「滙豐集團成員」。

## 歷史
在1985年恒生在深圳建立首個代表處；至1995年才在廣州成立首間分行；但礙於中國大陸「一年一分行」政策，分行數目增長不快。  
恒生明白到現時難與中國大陸銀行競爭，在2002年6月，恒生銀行副董事兼行政總裁鄭海泉在其新的「五年計劃」提出三個目標：
1. 重整現有的分行網絡及配套設施—集中力量鞏固現有業務，並不急於發展分行網絡，期望五年後能有更好的網絡；
2. 拓展私人理財業務，吸納客戶—集中拓展高檔次客戶層面；
3. 繼續在企業貸款、貿易融資及項目貸款上的擴張，增加恒生品牌在中國大陸的知名度。

2003年12月17日，恒生購入興業銀行15.98%股權，成為第二大股東，涉及現金總額約港幣16億元，為當年香港銀行入股內地銀行涉及金額最龐大。
2005年，恒生中國大陸分支行吸納的存款總額比上一年增長79%，貸款總額增加42%，達到105億港元，其中按揭貸款的增幅達79%。
2006年5月31日，恒生銀行中國業務總裁符致京更表示，恒生還計劃在中國大陸投資10億港元以上用作拓展內地業務。
2006年12月22日，恒生銀行向中國銀監會提交中國大陸註冊的申請，其附屬公司恒生銀行（中國）有限公司於2007年5月28日開業。
2007年8月29日，恒生银行（中国）有限公司获准向中国内地公民提供人民币个人银行业务。
2008年1月31日，入股山東煙台市商業銀行20%股權，成為最大股東，涉及現金總額8億元人民幣(約1.11億美元)
2009年5月22日，行政總裁符致京因私人理由辭任，職務由恒生總經理兼營運總監兼恒生中國董事薛關燕萍即將接任。
2010年5月20日恒生銀行 (中國)以5.1億人民幣購入上海滙豐大廈的第34-36層、地面其中一個商舖及命名權和標識權。交易待中國監管當局批凖後於11月完成後，該大廈會成為恆生中國總部。
2012年3月26日恒生證券有限公司和越秀集團旗下廣州證券有限責任公司組建成立合資證券投資諮詢公司——廣州廣證恒生證券投資諮詢有限公司。廣州證券在廣州廣證恒生證券投資諮詢有限公司的股權比例為67%，恒生證券為33%。
2016年6月18日恒生銀行與深圳市前海金融控股有限公司獲中國證券監督管理委員會核准，成立內地首家外資控股合資基金管理公司，恒生前海基金管理有限公司。恒生銀行持有合資基金管理公司70%權益，餘下30%權益由前海金控持有。
2024年6月29日，恆生銀行（中國）江門支行停止營業。